# Massey Ferguson

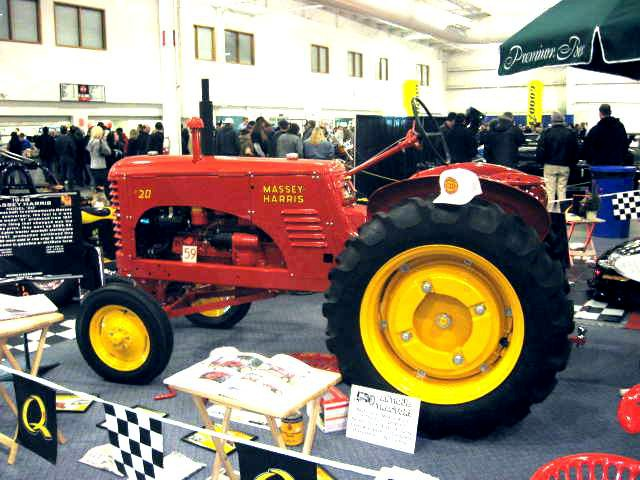
O banda de rulare standard 1948 Massey-Harris Model 20

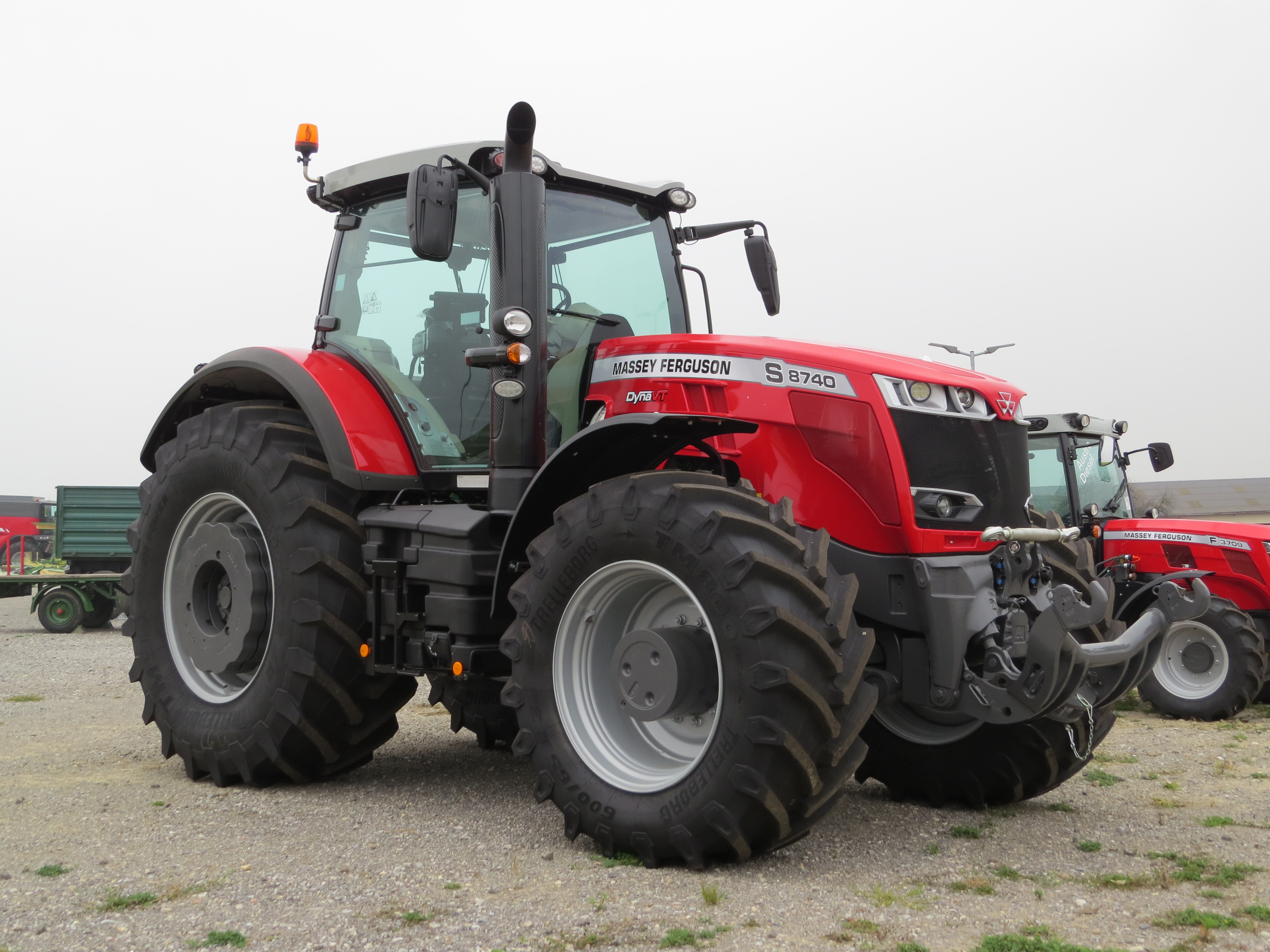
Massey Ferguson 8740 S în Austria

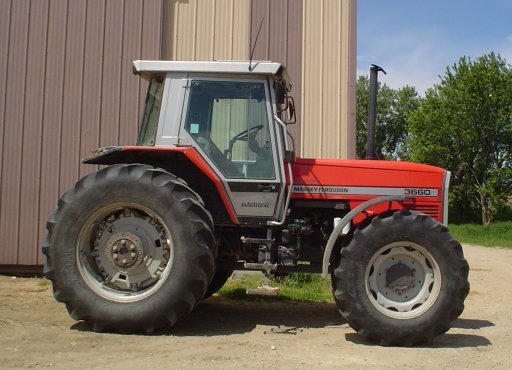
Un tractor Massey Ferguson MF 3660 de la începutul anilor ’90

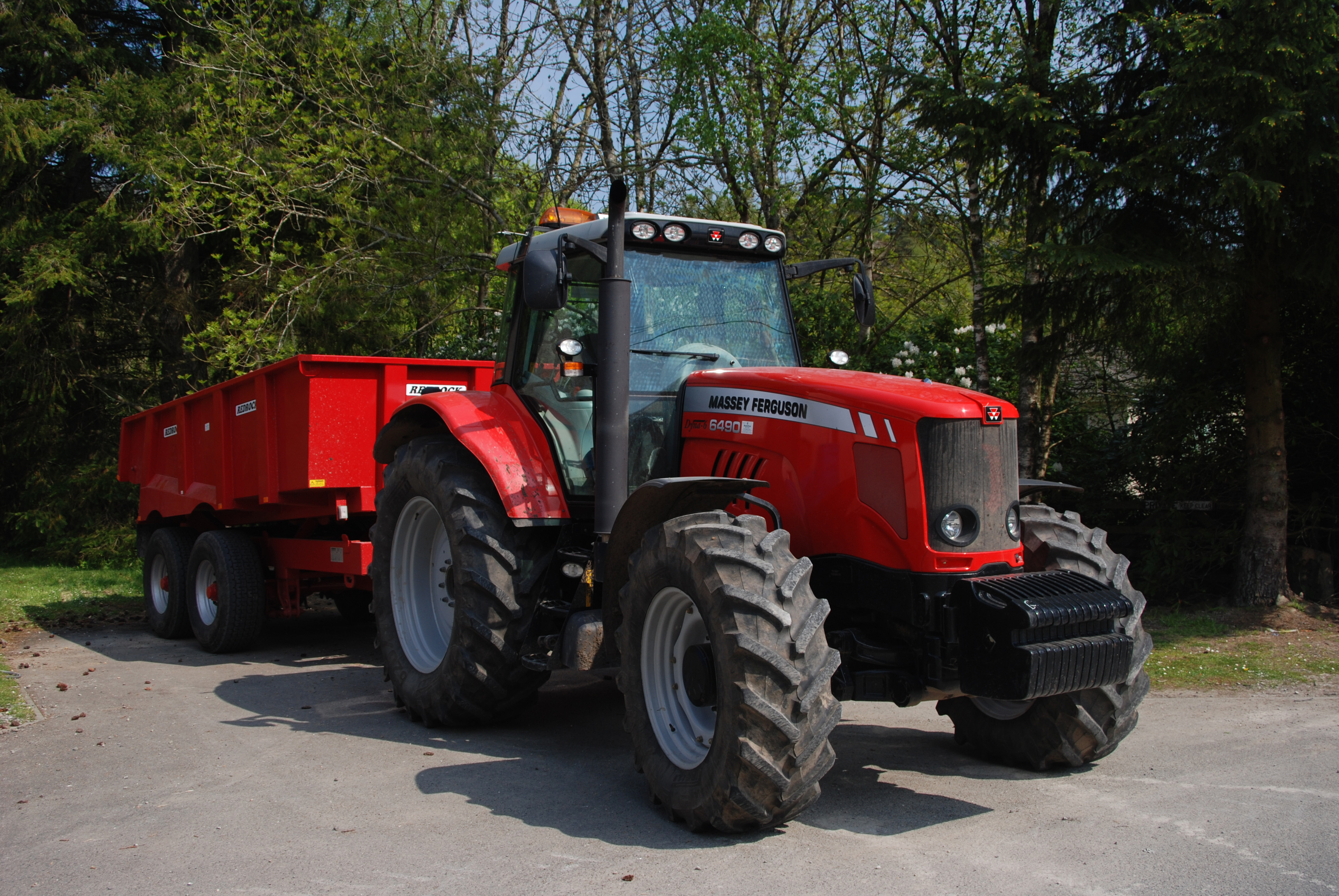
Massey Ferguson 6490 de la mijlocul anilor 2000 (deceniu)

Massey Ferguson Limited este un producător american de echipamente agricole, format prin fuziunea din 1953 a companiilor Massey Harris din Canada și Ferguson Company din Irlanda de Nord. Inițial, compania a fost denumită Massey-Harris-Ferguson, iar din 1958 și-a adoptat numele actual, Massey Ferguson.
Aceasta a avut sediul în Brantford, Ontario, până în 1988, apoi s-a mutat în Buffalo, New York, în 1997, înainte de a fi achiziționată de AGCO, noul proprietar al fostului său concurent Allis-Chalmers. Massey Ferguson este în prezent una dintre mărcile principale ale AGCO și rămâne un producător important de echipamente agricole la nivel mondial.

## Istoric

### Probleme financiare în anii 1970–1980
În anii 1970, compania a început să se confrunte cu dificultăți financiare, cauzate de scăderea pieței globale a echipamentelor agricole, inflația ridicată, dobânzile mari și recesiunea economică. La 16 august 1978, Conrad Black, al cărui grup familial deținea controlul asupra investitorului Argus Corporation, a devenit activ în conducerea Massey Ferguson.
Pe 31 octombrie 1979, Volkswagen AG a făcut o ofertă neoficială pentru a achiziționa 51% din companie, însă aceasta a fost respinsă de Black. Ulterior, la 23 mai 1980, Black a demisionat din funcția de președinte și a încercat, fără succes, să obțină sprijin guvernamental din partea Canadei și provinciei Ontario pentru salvarea companiei.

### Reorganizare și preluări ulterioare
În 1992, divizia de utilaje industriale MF Industrial a fost vândută printr-un management buyout, formând compania Fermec, care a fost activă până în 2001, când a fost preluată de Terex Corporation, fostă divizie a General Motors. În 1997, aceasta a fost apoi achiziționată de Case Corporation.
În 1994, compania americană AGCO Corporation a achiziționat activele globale ale Massey Ferguson pentru suma de 328 milioane USD în numerar și 18 milioane USD în acțiuni.
În august 1996, compania-mamă Varity a fuzionat cu Lucas Automotive, formând LucasVarity, care a fost la rândul său preluată de compania americană TRW în 1999 pentru 6,53 miliarde USD.

### Achiziția de către AGCO și dezvoltarea ulterioară
În momentul achiziției de către AGCO, Massey Ferguson avea o cotă globală de piață de 20% și își vindea 87% din utilaje în afara Americii de Nord. Obiectivul AGCO era consolidarea prezenței internaționale, dar și extinderea mărcii Massey Ferguson în America de Nord.
În 2008, Massey Ferguson a lansat seria 8600, primul tractor agricol din lume echipat cu tehnologie de reducere catalitică selectivă a emisiilor (SCR), sub marca e3.

### Producția în Franța
De la preluarea de către AGCO, marca Massey Ferguson a cunoscut o relansare globală. Tractoarele pentru culturi de rând sunt fabricate continuu la uzina din Beauvais, Franța, încă din 1960. În iunie 2022, acolo a fost produs al milionulea tractor cu marca Massey Ferguson. Primul model a fost MF 825, iar al milionulea — MF 8S.305, cu transmisie Dyna-VT.

## Legături externe
- Newman, Peter C. (1983), The Establishment Man : a Portrait of Power (în engleză), McClelland and Stewart-Bantam, ISBN 978-0-7704-1839-7, accesat în 31 iulie 2025

- Massey-Ferguson Tractors
- Biography Harry Ferguson
- Ferguson TE20 Service manual PDF 21MB
- Massey Ferguson 35 Service manual 1/4 PDF 63 MB
- Massey Ferguson 35 Service manual 2/4 PDF 67 MB
- Massey Ferguson 35 Service manual 3/4 PDF 64 MB
- Massey Ferguson 35 Service manual 4/4 PDF 52 MB
- Massey Ferguson 135 Service manual PDF 87 MB
- Massey Ferguson 230 235 240 245 250 Shop manual PDF 26 MB